# 中村大志
中村 大志（なかむら たいし、1995年9月5日 - ）は、ジャパンラグビーリーグワン豊田自動織機シャトルズ愛知に所属するラグビー選手。

## プロフィール
- 大阪府出身[1]。
- ポジションはロック(LO)。
- 身長 188 cm、体重 96 kg

## 略歴
2014年、大阪桐蔭高校卒業後、筑波大学に入る。なお大阪桐蔭高校時代、高校日本代表に選ばれたことがある。
2018年、筑波大学卒業後、豊田自動織機シャトルズ(現・豊田自動織機シャトルズ愛知)に加入。同年9月1日に行われたジャパンラグビートップリーグ第1節のNECグリーンロケッツ戦にて先発出場で公式戦初出場を果たす。